# 로라의 법
로라의 법은 법원 명령에 의한, 보조를 받는 외래 환자 치료에 대해 허용하는 캘리포니아 주법이다.
그 프로그램에 대해 자격을 갖추기 위해서, 그 사람은 중증 정신 불안정을 그에 더해서 최근의 기록을 가져야 하는데 정신 불안정으로 인한 입원, 교도소 수감에 대한 혹은 그에 의한 행동, 위협에 대한 혹은 [자신]이나 다른 사람들에 대한 심각한 폭력적 행동의 시도에 대한 기록 말이다.
로라의 법 안의 법적 절차들과 보호장치에 대한 완전한 기능적 윤곽이 ‘나미’ 샌 머테이오에 의해 준비되어 왔다.
그 조치는 2002년에 캘리포니아 의회를 통과했고 그레이 데이비스 주지사에 의해 법으로 재가되었다. 
그 법령은 다음의 국가들에서만 적용될 수 있는데 그 조치에 기반한 외래 환자 수용 프로그램을 가동하도록 선택한 국가들 말이다. 
2010년부로, 네바다 군청은 그 법을 완전히 실행했고 로스 앤젤레스 군청은 임시 사업을 가지고 있다.

## 같이 보기
- 반정신의학